# الإرشاد إلى سبيل الرشاد
الإرشاد إلى سبيل الرشاد أو الإرشاد في الفقه والخصال والأقسام ويسمى اختصارًا الإرشاد كتاب فقهي ألفه الفقيه محمد بن أحمد ابن أبي موسى الهاشمي (ت: 428 هـ)، من الكتب المهمة التي ألفت في الفقه الحنبلي على طريقة المتقدمين، ويعتبر صاحبه ممن يذكر في الخلاف المذهبي.

## طريقة تصنيفه وأهميته
قد تميز هذا الكتاب عن غيره بصغر حجمه وسهولة عبارته ووضوحها، واعتنى مصنفه بذكر الأقوال والروايات عن إمام المذهب أحمد بن حنبل ولم يكتف بذلك، بل كان يرجح فيما بينها، ويختار بعضها أحيانا بقوله: "وهو اختياري"، وأحيانا يقول: "والذي عليه العمل عندي" أو: "والأول أحب إلي" أو: "بهذا أقول" إلى غير ذلك من العبارات المبثوثة في معظم أبواب الكتاب.
ووشى كتابه بذكر الأدلة من الكتاب والسنة، وبذكر التعليل لبعض الأحكام. كما تميز هذا الكتاب بأن مصنفه ذكر في أوله بابا في الإعتقاد على غير عادة مصنفي الكتب الفقهية، سماه "باب ما تنطق به الألسنة وتعتقده الأفئدة من واجب الديانات"، ضمنه مسائل في الإعتقاد، تبع في ذلك طريقة أبي محمد عبد الله ابن أبي زيد القيرواني المالكي (ت. 386 هـ) في كتابه "الرسالة" الذي صدره بنفس الباب، كما أن الباب الجامع منه يتشابه مع جامع "الرسالة" المذكورة.
ثم ثنى بباب في فضل العلم والتفقه في الدين، وذكر العام والخاص، وما ظاهره العموم والمراد به الخصوص، وما ظاهره الخصوص والمراد به العموم، وذكر الأصول التي عليها مدار الفقه، وما في معنى ذلك.
وفي الأخير عقد المؤلف بابا جامعا ذكر فيه جملا من الفرائض والسنن المؤكدات، والرغائب، والآداب، جعله بابا مختصرا طوى فيه نشر ما بسطه في أبواب الكتاب، ليقدم لطالب العلم من خلاله خلاصة مقتضبة ينتفع بها.
وتتضح أهمية الكتاب في اعتماد الكثير من علماء الحنابلة ومصنفي الكتب الفقهية في المذهب قول ابن أبي موسى، ونصهم على اختياراته، وإيرادهم نقولاً كثيرة عنه. فقد نقل عنه صاحب المستوعب نصرُ الدين السامري، المتوفى سنة 616 هـ، حيث قال في مقدمة كتابه: «ضَمَّنتُ كتابي هذا من أصول المذهب وفروعه ما استوعب جميع ما تضمنه مُختصر الخرقي، والتنبيه لغلام الخلال، والإرشاد لابن أبي موسى». ونقل عنه صاحب الإنصاف علاء الدين المرداوي المتوفى سنة 885 هـ قال في مقدمة كتابه: «فمما نقلت عنه من المتون الخرقي، والتنبيه، والإرشاد لابن أبي موسى». ونقل عنه موفق الدين المقدسي نقولات كثيرة في «المغني»، والحجاوي في «الإقناع»، وابن قاضي الَجبل في «الفائق»، وغيرهم.

## شرحه
- شرح الإرشاد لتلميذه أبي محمد رزق الله التميمي البغدادي (ت. 488 هـ).[9]